# Luvisol
Els luvisols son un dels 32 Grups de Sòls de Referència del sistema internacional de classificació de sòls World Reference Base for Soil Resources (WRB). Estan molt estesos, sobretot en climes temperats, i en general són fèrtils. Els luvisols són molt utilitzats per a l'agricultura.

## Distribució

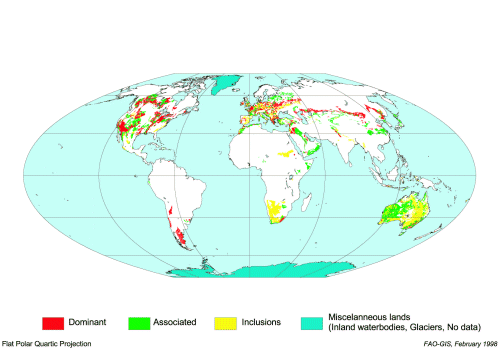
Distribució global

Els luvisols cobreixen entre 500 i 600 milions d'hectàrees de superfície, principalment a les zones temperades. Es formen sobre una gran varietat de materials minerals parentals. A les regions mediterrànies la formació d'hematites pot produir luvisols cròmics de color vermell.

## Descripció i formació
La característica principal dels luvisols és l'horitzó àrgic, amb un contingut d'argila superior al del material suprajacent. Això normalment es produeix quan l'aigua arrossega argila cap avall i l'acumula a més profunditat. Els minerals d'argila, que al no haver estat molt meteoritzats són de tipus 2:1 d'alta activitat, proporcionen a aquests sòls una gran capacitat d'intercanvi catiònic i una alta saturació de bases. En els paisatges no erosionats per sobre de l'horitzó àrgic es forma un horitzó eluvial més clar i amb poca argila.

## En altres sistemes de classificació
El sistema canadenc de classificació del sòl inclou els luvisols. A la taxonomia de sòls de l'USDA els luvisols es classifiquen normalment com a alfisols.